# لمور موشی آرنولد
 لمور موشی آرنولد (نام علمی: Microcebus arnholdi) نام یک گونه از سرده لمورهای موشی است.